# アメリカ電機工業会
アメリカ電機工業会（アメリカでんきこうぎょうかい、NEMA（ネマ）:National Electrical Manufacturers Association）は、アメリカ合衆国の電気機器メーカーの協会である。
1926年に設立され、本部をワシントンD.C.郊外のバージニア州アーリントン郡ロズリンに置く。会員企業は約450社で、主に発電・送電・配電・電力制御やエンドユーザで使われる製品を製造している。これらの製品は、公益事業、産業、商用、組織、住居で使用される。
NEMAは、北京とメキシコシティーにも事務所を設置している。
ロビー活動に加え、NEMAは600以上の規格、アプリケーション・ガイド、白書、技術文書を公開している。